# Jimbo Jones
Jimbo Jones (conocido como Cenobio "Jimbo" Rosso en Hispanoamérica y por su nombre original en España) es un personaje de la serie de dibujos animados Los Simpson; es uno de los peores chicos de la escuela primaria de Springfield. Amigo de Nelson Muntz, realiza vandalismo junto a él. Se hace ver como una persona ruda, pero llora viendo telenovelas con su madre y se acobarda cuando un adulto le planta cara. Lleva siempre un gorro de lana.
Le gusta la música grunge; en un capítulo pide entradas para un concierto de Pearl Jam. Llora como una niña pequeña cuando Moe le amenaza con un cuchillo mientras está en casa de los Simpson besándose con su novia Laura, después de que Bart le gastara una broma telefónica a Moe.
Tiene 14 años, y su nombre completo es Corky James Jones. En cierto capítulo se menciona que su posible apellido también podría ser Jimbo Rosso. Aunque en el capítulo Bart, el soplón se menciona que su nombre es Cenobio debido al cheque que firmó para cobrar el dinero que le robó a Bart.
En la temporada 6 ep 8 en Lisa y los deportes cuando le comete el penal a Bart el relator dice falta de Jimbo Picotto.
Matt Groening comentó en una entrevista que la inspiración para crear a Jimbo derivó del personaje Ted Logan de la película Bill & Ted's Excellent Adventure interpretado por el actor Keanu Reeves.